# Geordie Shore/Staffel 12
Die 12. Staffel von Geordie Shore findet wieder in Newcastle upon Tyne statt. Ihre Erstausstrahlung erfolgte am 15. März und sie ist bis dato die Staffel mit den höchsten Einschaltquoten. Nachdem Kyle die Serie verlassen hat, steigt zu Beginn Chantelle als neue Bewohnerin ein, gegen Ende der Staffel zusätzlich noch Marty. Im Anschluss darauf startete die Jubiläumsstaffel für 5 Jahre Big Birthday Battle.
| Cast members | Series 12 | Series 12 | Series 12 | Series 12 | Series 12 | Series 12 | Series 12 | Series 12 | Series 12 | Series 12 |
| Cast members | 1         | 2         | 3         | 4         | 5         | 6         | 7         | 8         |           |           |
| Aaron        |           |           |           |           |           |           |           |           |           |           |
| Chantelle    |           |           |           |           |           |           |           |           |           |           |
| Charlotte    |           |           |           |           |           |           |           |           |           |           |
| Chloe        |           |           |           |           |           |           |           |           |           |           |
| Gaz          |           |           |           |           |           |           |           |           |           |           |
| Holly        |           |           |           |           |           |           |           |           |           |           |
| Marnie       |           |           |           |           |           |           |           |           |           |           |
| Marty        |           |           |           |           |           |           |           |           |           |           |
| Nathan       |           |           |           |           |           |           |           |           |           |           |
| Scott        |           |           |           |           |           |           |           |           |           |           |
| ------------ | --------- | --------- | --------- | --------- | --------- | --------- | --------- | --------- | --------- | --------- |

Legende
| No. in Serie | No. in Staffel | Erstausstrahlung (UK) | Dauer   | Einschaltquoten (UK) | Zusammenfassung |
| 89           | 1              | 15. März 2016         | 60 Min. | 1.202.000            | Bei den Geordies herrscht wieder mal Chaos. Chloe will ein Miststück sein, um Scott rumzukriegen. Holly hat ein Geheimnis, doch wird sie es jemandem sagen können? Und ein Neuankömmling erfreut die Jungs, aber versetzt Chloe in Panik.       |
| 90           | 2              | 22. März 2016         | 60 Min. | 1.158.000            | Oi, oi! Endlich trifft Charlotte mit zwei Kaninchen und großen Neuigkeiten für Gaz ein. Aber wird Holly jetzt ihr Geheimnis lüften können? Aaron und Scotts Dates mit dem neuen Mädel Chantelle enden mit Ärger zwischen den Jungs und Chloe.   |
| 91           | 3              | 29. März 2016         | 60 Min. | 1.250.000            | Charlotte will Gaz mit den Dödel-Detektiven zusetzen, während Scott dem Neuzugang Chantelle gesteht, dass er gerne ihr fester Freund wäre. Und Holly hat einen Riesenstreit mit Charlotte, als sie sieht, wie die mit Chloe knutscht.           |
| 92           | 4              | 5. April 2016         | 60 Min. | 1.303.000            | Als Holly geht, kommen sich Chloe und Charlotte näher. Chantelles Plan, Scott zu testen, geht nach hinten los und spielt Chloe in die Hände. Charlotte arrangiert ein Treffen mit Holly, um sich mit ihr auszusprechen.                         |
| 93           | 5              | 12. April 2016        | 60 Min. | 1.217.000            | Anna spendiert den Geordies einen Kurztrip nach Hull. Gaz und Charlotte verbringen die Nacht zusammen. Als Chloe Chantelle gesteht, was zwischen ihr und Scott gelaufen ist, gibt es Ärger. Marnies Rückkehr sorgt für eine große Überraschung. |
| 94           | 6              | 19. April 2016        | 60 Min. | 1.367.000            | Chloe ist begeistert, als ein neuer Mitbewohner kommt. Charlotte reißt vor Gaz jemanden auf. Marnie sprengt die Hausparty, als Aarons One-Night-Stand auftaucht, und die Lage eskaliert, als sich der Neue bei Scott und Chantelle einmischt.   |
| 95           | 7              | 26. April 2016        | 60 Min. | 1.220.000            | In der vorletzten Folge küsst Marnie den neuen Mitbewohner Marty, um Aaron eins auszuwischen, und bei einem Streit zwischen den Mädels steht Charlotte hinter Chloe. Gaz und Charlotte landen zusammen im Bett, doch das hat Folgen.            |
| 96           | 8              | 3. Mai 2016           | 60 Min. | 1.183.000            | Gaz kehrt zurück und lässt eine Bombe platzen. Während Marty bei Chloe keinen hochkriegt, versöhnen sich Scott und Chantelle endlich. Holly steht vor einer wichtigen Entscheidung, und ein Mitbewohner verlässt überraschend das Haus.         |